# Ekshärads flygplats
Ekshärads flygplats (IATA: -, ICAO: ESKH) ligger cirka fyra kilometer söder om Ekshärad vid Klarälvens västra strand. Flygfältet har gräsbana och är hemvist för Ekshärads flygklubb.